# Spiżowa Brama

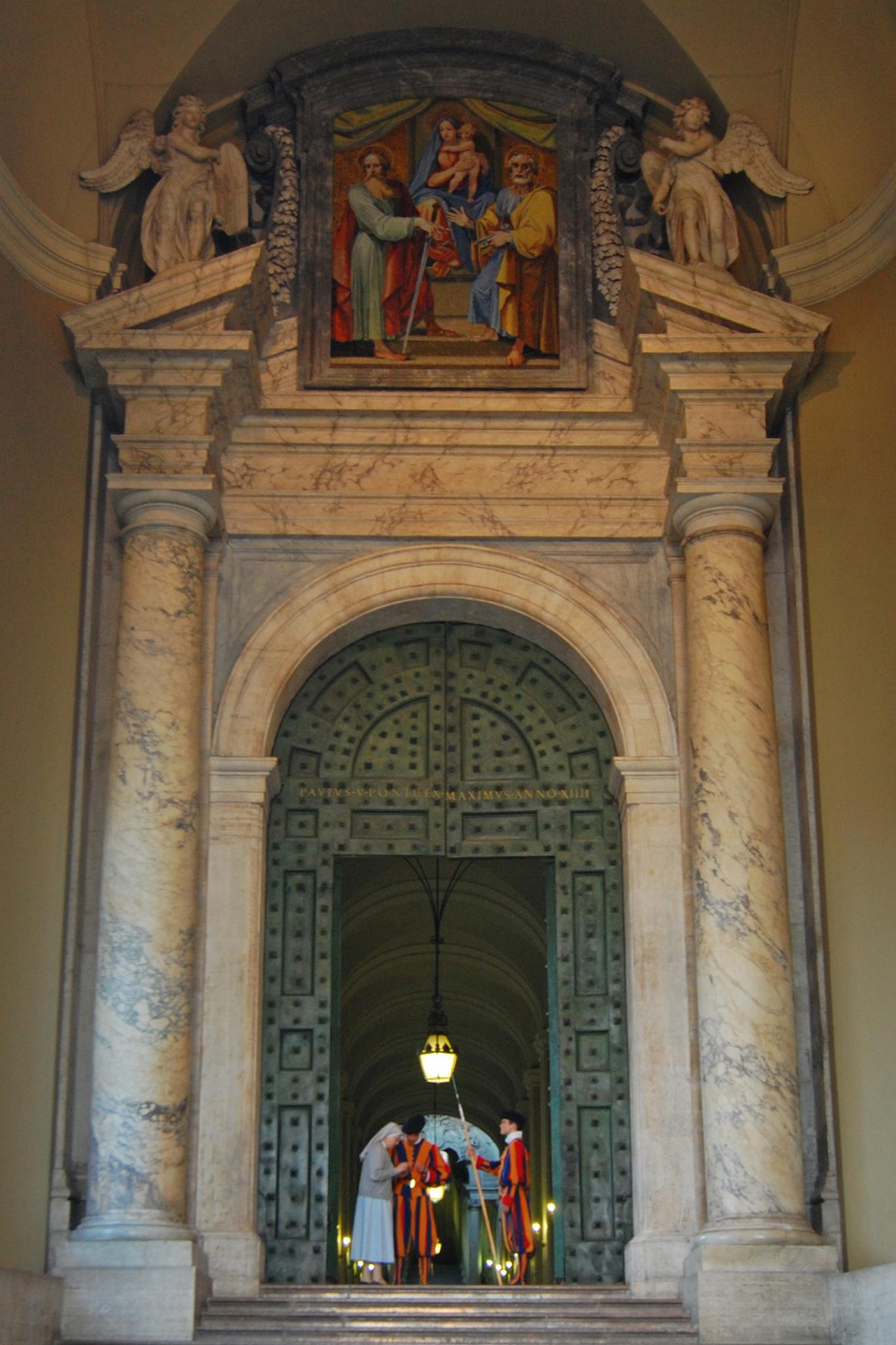
Spiżowa Brama i wartownicy z Gwardii Szwajcarskiej

Spiżowa Brama (wł. Portone di bronzo) – jedna z trzech bram, przez którą można się dostać na teren państwa watykańskiego. Brama znajduje się w kolumnadzie po prawej stronie placu Św. Piotra. Wyrażeniem „za Spiżową Bramą” określa się wydarzenia dziejące się na terenie Watykanu.